# Demonax dolosus
Demonax dolosus là một loài bọ cánh cứng trong họ Cerambycidae.